# بزن بریم ماه
بزن بریم ماه (انگلیسی: Fly Me to the Moon) فیلمی در ژانر فانتزی است که در سال ۲۰۰۸ منتشر شد.

## بازیگران
- نیکولت شریدان
- تیم کوری
- کریستوفر لوید
- رابرت پاتریک
- کلی ریپا
- آدرین باربو
- اد بیگلی. جی آر
- باز آلدرین